# Casas de Reina
Casas de Reina ist ein kleiner Ort im Südwesten Spaniens. Die Gemeinde (municipio) mit nur noch 207 Einwohnern (Stand: 2024) befindet sich im Süden der Provinz Badajoz in der autonomen Gemeinschaft Extremadura.

## Lage und Klima
Der Ort Casas de Reina liegt im Südteil der Iberischen Hochebene (meseta) in einer Höhe von etwa 635 m. Nur ca. 6 km trennen den Ort von der nordwestlich gelegenen sehenswerten Kleinstadt Llerena. Das Klima ist gemäßigt bis warm; Regen (ca. 650 mm/Jahr) fällt überwiegend im Winterhalbjahr.

## Bevölkerungsentwicklung
| Jahr      | 1857 | 1900 | 1950  | 2000 | 2019 |
| Einwohner | 763  | 976  | 1.036 | 249  | 196  |

Aufgrund der zunehmenden Mechanisierung der Landwirtschaft, der Aufgabe bäuerlicher Kleinbetriebe und dem daraus entstandenen Mangel an Arbeitsplätzen wanderten viele Familien und Einzelpersonen seit der Mitte des 20. Jahrhunderts in die größeren Städte ab (Landflucht).

## Wirtschaft
An erster Stelle im Wirtschaftsleben der Gemeinde steht traditionell die ursprünglich zur Selbstversorgung betriebene Landwirtschaft. Auf den Feldern wurden Weizen, Gerste, Oliven etc. kultiviert; die Hausgärten lieferten Gemüse und später auch Kartoffeln und Tomaten. Bereits in der Antike und auch noch im Mittelalter wurden in der Region Erze abgebaut.

## Geschichte
Auf dem Gemeindegebiet wurden steinzeitliche Kleinfunde gemacht; die Römerstadt Regina Turdulorum entstand im 1. Jahrhundert n. Chr. an der Römerstraße von Corduba (Córdoba) nach Emerita Augusta (Mérida) und erlebte ihre Blüte unter den Flaviern. Westgotische und selbst maurische Spuren fehlen. Im Jahr 1243 wurden der Ort und sein Umland von den Christen zurückerobert (reconquista) und anschließend mit Christen aus dem Norden der Iberischen Halbinsel wiederbesiedelt (repoblación). Das Gebiet stand lange Zeit unter der Verwaltung des Santiagoordens, dessen regionales Zentrum jedoch in der benachbarten Kleinstadt Llerena lag.

## Sehenswürdigkeiten
- Der Glockenturm (campanario) der in der Zeit um 1500 entstandenen und Jakobus d. Ä. geweihten Iglesia de Santiago Apóstol überragt seit Jahrhunderten den Ort. Die weitgehend aus Ziegelsteinen erbaute Mudéjar-Kirche ist einschiffig und kreuzrippengewölbt; lediglich die Apsis mit ihrem barocken Altarretabel (retablo) verfügt über ein Sterngewölbe.
- Die Römerstadt Regina Turdulorum mit ihrem antiken Theater liegt auf dem Gemeindegebiet knapp 3 km östlich.